# Малаперт (кратер)
Малаперт — місячний ударний кратер, розташований біля південного полюса Місяця, названий на честь астронома XVII століття Шарля Малапера. На Землі це утворення видно збоку, що обмежує кількість деталей, які можна побачити. Кратер також освітлюється під дуже низькими кутами, тому частини внутрішньої частини залишаються в майже постійній темряві. Найближчими кратерами, які варто відзначити, є Кабео на заході та Шумейкер на південно-південному сході та ближче до південного полюса Місяця.

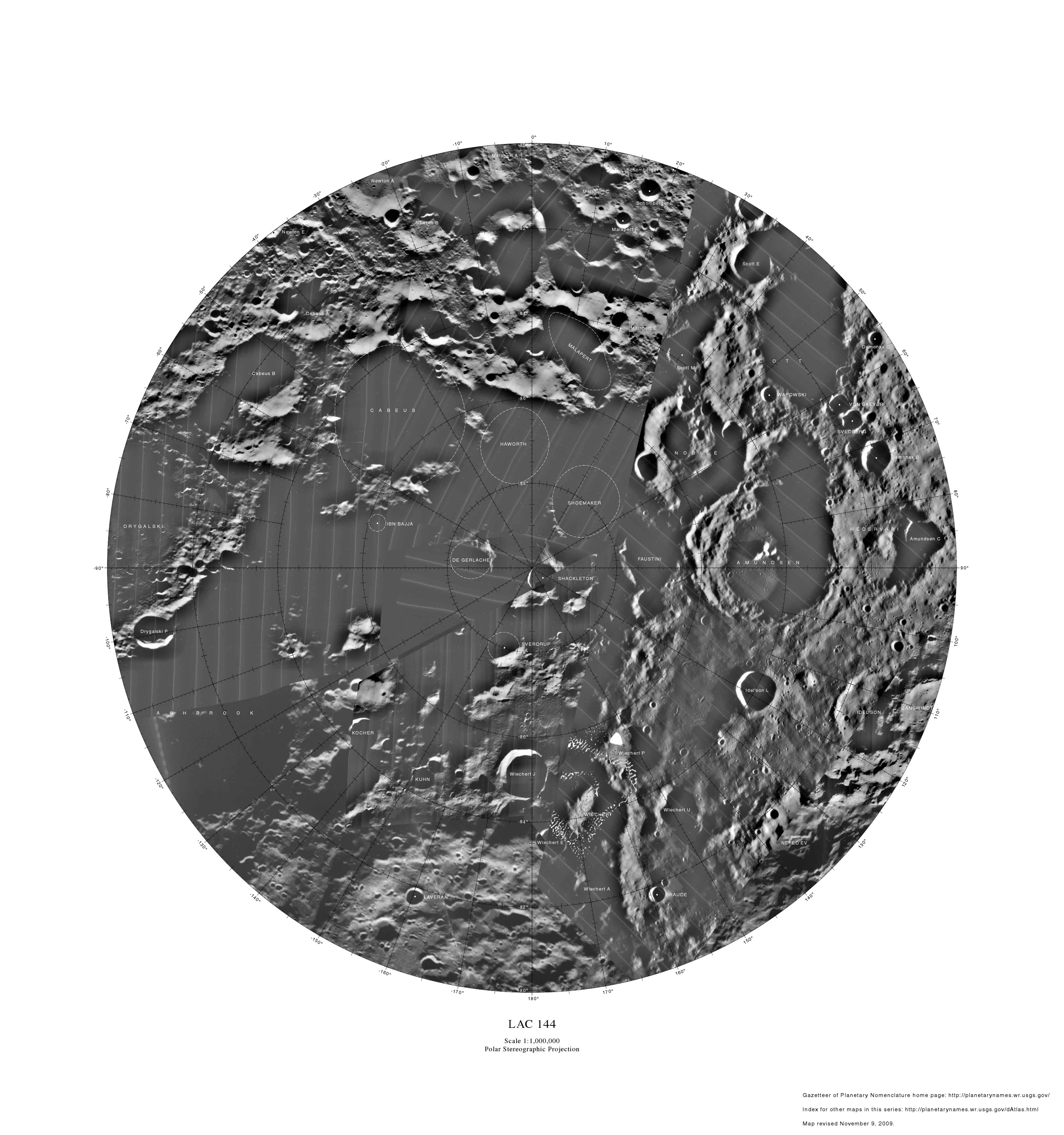
Карта південного полярного регіону Місяця (>80°S).

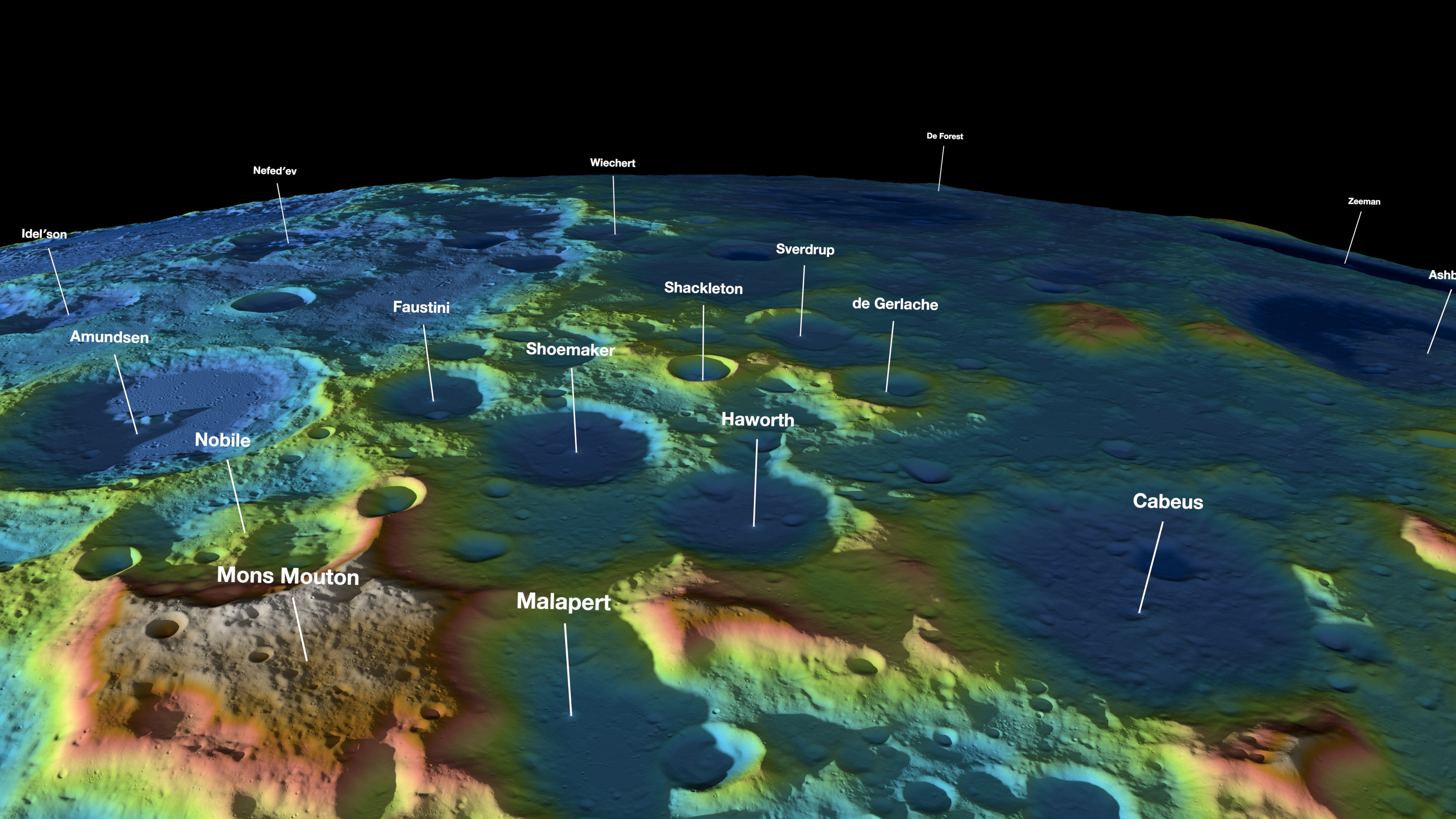
Вид південного полярного регіону Місяця з позначеним кратером Малаперт.

Вал Малаперта утворює неправильне кільце піків навколо внутрішнього дна. Західна сторона краю покрита кратерами, схожими на ударні кратери. Над південно-східним краєм також є невеликі кратери. Значна частина інтер'єру та деталей вала залишаються прихованими тінями.
Південно-західна частина краю є частиною 5-кілометрової височини на поверхні, яку неофіційно називають горою Малаперт. Цей хребет здається ширшим уздовж лінії, що йде приблизно схід-захід, хоча деталі тильної сторони приховані тінями. Вершина цього хребта лежить майже точно вздовж 0° довготи, і він має незвичайну властивість лежати в межах видимості як Землі, так і кратера Шеклтон на південному полюсі.

## Концепції та плани місії
Через своє розташування гора Малаперт була запропонована як місце для передавача для експедиції на південний полюс Місяця. Тильна сторона цього хребта також лежить у радіотіні для передачі із Землі, і це місце було запропоноване як місце для радіотелескопа, оскільки радіошуми від Землі будуть заблоковані.
У липні 2013 року приватна компанія Moon Express оприлюднила деталі місії, яку вони планували здійснити не раніше 2018 року. Місія мала б висадити два телескопи на Місяць з бажаним місцем посадки у кратері Малаперт, щоб скористатися перевагами, раніше визначеними дослідниками Місяця Бертоном Шарпом і Девідом Шрунком. Обладнання включатиме як 2-метровий радіотелескоп, а також оптичний телескоп. Це конкретна схема місії, про яку вперше було оголошено минулого року у співпраці з Міжнародною асоціацією місячних обсерваторій (ILOA). Станом на лютий 2024 року така місія ще не літала.

## Місія Intuitive Machines 1
Посадковому апарату IM-1 Odysseus знадобилося близько шести днів на подорож від Землі до Місяця. Опинившись поблизу Місяця, посадковий модуль витратив ще приблизно один земний день на орбіті Місяця. 22 лютого 2024 року о 23:24 UTC встановлено як дату посадки посадкового модуля на Місяць. Початкова мета полягала в тому, щоб здійснити посадку в кратері Малаперт-А, а це близько 300 км від південного полюса Місяця. Пізніше було оголошено точний час приземлення — 23:24 UTC. «Одіссей» увійшов в історію як перший у 21 столітті американський апарат, який здійснив посадку на Місяць. Це також перший успішний комерційний посадковий апарат на Місяці і перший, який зробив це з кріогенним паливом.

### Запис посадки на Місяць
Перед посадкою, приблизно у 30 м над поверхнею Місяця посадковий модуль «Одіссей» мав викинути обладнаний камерою кубсат EagleCam, який мав би бути скинутий на поверхню Місяця поблизу посадкового модуля, зі швидкістю зіткнення приблизно 10 м/с. Однак через ускладнення, пов'язані з програмним патчем, було вирішено, що EagleCam не буде катапультуватися після приземлення. Плани катапультування EagleCam після приземлення розробляються як Intuitive Machines, так і командою EagleCam.

## Супутні кратери
За домовленістю ці об'єкти позначаються на місячних картах шляхом розміщення літери на тій стороні від середини кратера, яка є найближчою до Малаперта.

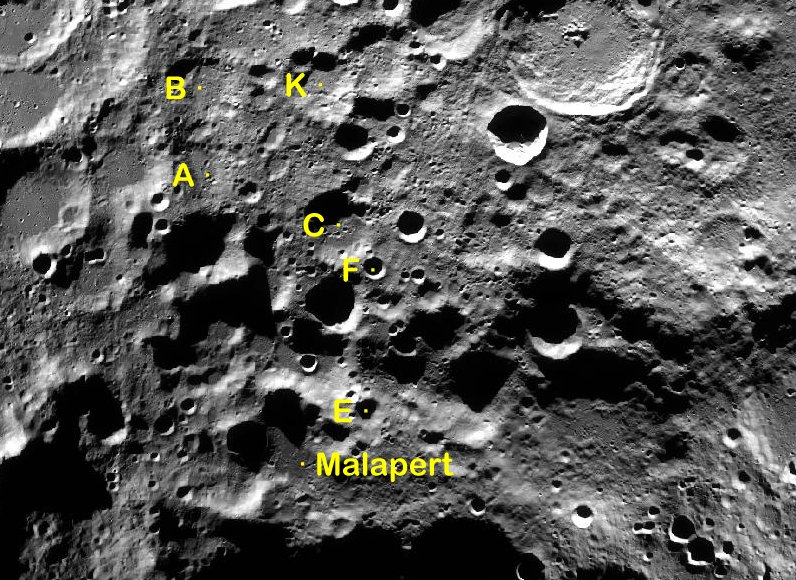
Карта, на якій показано розташування «кратерів-супутників» Малаперта.

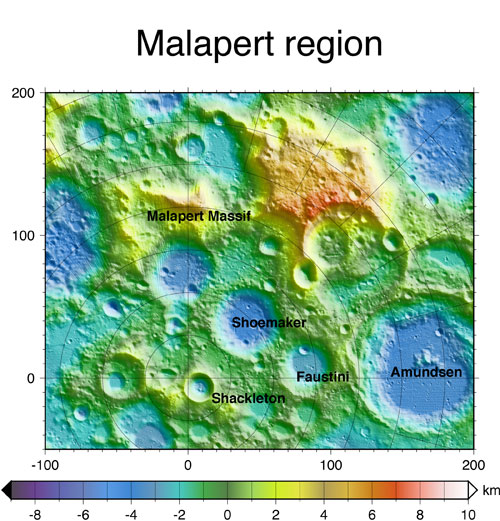
Кратер Малаперт знаходиться на північ від масиву Малаперт, більша височина — це масив Лейбніц Бета.

| Малаперт | Широта   | Довгота    | Діаметр |
| -------- | -------- | ---------- | ------- |
| А        | 80,4° пд | 3,4° зх.д  | 24 км   |
| Б        | 79,1° пд | 2,4° зх.д  | 37 км   |
| C        | 81,5° пд | 10,5° сх.д | 40 км   |
| E        | 84,3° пд | 21,2° сх.д | 17 км   |
| Ф        | 81,5° пд | 14,9° сх.д | 11 км   |
| К        | 78,8° пд | 6,8° сх.д  | 36 км   |

## Зображення
Під час круглого столу з питань космічних ресурсів, спонсорованого Інститутом Місяця та Планет , у доповіді Б. Л. Купер було підкреслено складність зображення місцевості, освітленої світлом із великим кутом падіння. Тим не менш, зображення в її презентації добре показують район гори Малаперт.

## У масовій культурі
У британській науково-фантастичній серії 1970-х років «Космос: 1999» місцем розташування місячної бази Альфа є кратер Малаперт.
Міжнародна місячна обсерваторія — це місячний оптичний телескоп, який буде запущено після 2022 року та приземлиться на гірському хребті Малаперт.